# Cristian Ansaldi
Cristian Daniel Ansaldi (Rosário, 20 de setembro de 1986) é um futebolista argentino de ascendência italiana que atua como lateral-esquerdo ou ala.
O primeiro clube que representou foi o Newell's Old Boys, da Argentina, transferindo-se ao futebol russo em 2008, rumo ao Rubin Kazan. Em 2013, foi contratado pelo Zenit, que o cedeu por empréstimo ao Atlético de Madrid em agosto de 2014.

## Seleção Nacional
Em fevereiro de 2008, Cristian Ansaldi foi convocado para formar parte do plantel da Selecção Argentina de Futebol que se preparava para os Jogos Olímpicos de Pequim. A direcção técnica da mesma esteve a cargo de Sergio Batista, e o adversário na ocasião foi a Selecção Guatemalteca de Futebol.
A 14 de novembro de 2009, foi convocado para a Selecção Argentina de Futebol de Diego Maradona, para um jogo amigável contra a Selecção Espanhola, como preparação para o Mundial a disputar na África do Sul em 2010.

## Títulos
Rubin Kazan
- Campeonato Russo: 2008, 2009
- Supercopa da Rússia: 2010, 2012
- Copa da Rússia: 2011–12

Atlético de Madrid
- Supercopa de Espanha: 2014